# Lacrosse-Hallenweltmeisterschaft
Die Lacrosse-Hallenweltmeisterschaften werden von der Federation of International Lacrosse  (FIL) veranstaltet.
Es nahmen bisher sieben Nationen an den Turnieren teil.

## Geschichte
Die folgende Tabelle zeigt die bisherigen Weltmeisterschaften mit ihren Siegern und Gastgebern:
| Jahr | Platz 1 | Platz 2            | Platz 3 | Gastgeber       |
| ---- | ------- | ------------------ | ------- | --------------- |
| 2003 | Kanada  | Iroquois Nationals | USA     | Ontario, Kanada |
| 2007 | Kanada  | Iroquois Nationals | USA     | Halifax, Kanada |

## Weltmeisterschaft 2003
| Team               | Spiele | G | V | GF  | GA  | Punkte |
| ------------------ | ------ | - | - | --- | --- | ------ |
| Kanada             | 5      | 5 | 0 | 109 | 29  | 10     |
| Iroquois Nationals | 5      | 4 | 1 | 100 | 52  | 8      |
| Schottland         | 5      | 3 | 2 | 63  | 69  | 6      |
| USA                | 5      | 2 | 3 | 75  | 65  | 4      |
| Australien         | 5      | 1 | 4 | 39  | 102 | 2      |
| Tschechien         | 5      | 0 | 5 | 29  | 98  | 0      |

Spiel um Platz 5: 22. Mai 2003 – Australien schlägt Tschechien mit 21:10
Halbfinale: 22. Mai 2003 – Kanada schlägt die USA mit 17:9; Iroquois Nationals schlagen Schottland mit 22:8
Kleines Finale: 24. Mai 2003 – USA schlägt Schottland mit 15:9
Finale: 24. Mai 2003 – Kanada schlägt Iroquois Nationals mit 21:4

## Weltmeisterschaft 2007
| Gruppe ‘A’         | Spiele | G | V | GF | GA | Punkte |
| ------------------ | ------ | - | - | -- | -- | ------ |
| Kanada             | 3      | 3 | 0 | 67 | 10 | 6      |
| USA                | 3      | 2 | 1 | 44 | 27 | 4      |
| Australien         | 3      | 1 | 2 | 27 | 51 | 2      |
| Irland             | 3      | 0 | 3 | 9  | 59 | 0      |
| Gruppe ‘B’         | Spiele | G | V | GF | GA | Punkte |
| Iroquois Nationals | 3      | 3 | 0 | 70 | 16 | 6      |
| England            | 3      | 2 | 1 | 32 | 41 | 4      |
| Schottland         | 3      | 1 | 2 | 22 | 43 | 2      |
| Tschechien         | 3      | 0 | 3 | 20 | 44 | 0      |

Spiel um Platz 7: 18. Mai 2007 – Tschechien schlägt Irland mit 22:5
Viertelfinals: 18. Mai 2007 – England schlägt Australien mit 15:11; USA schlagen Schottland mit 17:9
Spiel um Platz 5: 19. Mai 2007 – Schottland schlägt Australien mit 14:8
Halbfinals: 19. Mai 2007 – Iroquois Nationals schlagen die USA mit 14:4; Kanada  schlägt England mit 24:8
Kleines Finale: 20. Mai 2007 – USA schlagen England mit 17:10
Finale: 20. Mai 2007 – Kanada schlägt Iroquois Nationals mit 15:14 nach Verlängerung